# Статура
Статура — пропорції і особливості частин тіла, а також особливості розвитку кісткової, жирової і м'язової тканин.
Розміри і форми тіла кожної людини генетично запрограмовані. Ця спадкова програма реалізується в ході онтогенезу, тобто в ході послідовних морфологічних, фізіологічних і біохімічних трансформацій організму від його зародження до кінця життя.
Соматотип (від грец. Soma — рід. п. Somatos — тіло), соматична конституція — конституційний тип статури людини, але це не тільки власне статура, але і програма його майбутнього фізичного розвитку.
Статура людини змінюється протягом її життя, тоді як соматотип обумовлений генетично і є постійною його характеристикою від народження і до смерті. Вікові зміни, різні хвороби, посилені фізичні навантаження змінюють розміри, обриси тіла, але не соматотип. Соматотип — тип статури — визначається на підставі антропометричних вимірів (соматотипування), генотипово обумовлений, конституційний тип, який характеризується рівнем і особливістю обміну речовин (переважним розвитком м'язової, жирової або кісткової тканини), схильністю до певних захворювань, а також психофізіологічними відмінностями.

## Розміри тіла
Серед розмірів тіла виділяють тотальні (від лат. totalis — весь, цілий, повний) і парціальні (від лат. pars — частина). Тотальні (загальні) розміри тіла — основні показники фізичного розвитку людини. До них відносяться довжина і маса тіла, а також об'єм грудної клітини. Парціальні (часткові) розміри тіла є складовою частиною тотального розміру і характеризують розміри окремих частин тіла. Розміри тіла визначаються при антропометричних обстеженнях.
Більшість антропометричних показників має значні індивідуальні коливання. Загальні розміри тіла залежать від його довжини і маси, окружності грудної клітини. Пропорції тіла визначаються співвідношенням розмірів тулуба, кінцівок і їх сегментів. Розміри тіла (поряд з іншими параметрами, що характеризують фізичний розвиток) є важливими параметрами спортивного відбору та спортивної кар'єри. Наприклад, для досягнення високих спортивних результатів у баскетболі велике значення має високий зріст і довгі кінцівки. Разом з тим, не так уже й рідко великого успіху досягають і ті спортсмени, соматотип яких відрізняється від найкращого для цього виду спорту. У подібних випадках позначається вплив багатьох факторів, у першу чергу таких, як рівень фізичної, технічної, тактичної і вольової підготовки атлетів.

## Пропорції тіла
При однаковому зрості розміри окремих частин тіла у різних людей можуть бути різними. Ці відмінності виражаються як в абсолютних розмірах, так і у відносних величинах. Пропорції тіла це співвідношення розмірів окремих частин тіла (тулуба, кінцівок та їхніх сегментів). Зазвичай розміри окремих частин тіла розглядають у співвідношенні зі зростом або виражаються у відсотках довжини тулуба або довжини корпусу. Для характеристики пропорцій тіла найбільше значення мають відносні величини довжини ніг і ширини плечей.

### Індекси і типи пропорцій тіла
Оскільки пропорції тіла позначають співвідношення розмірів різних його частин, то, природно, для їх характеристики мають значення не абсолютні, а відносні розміри тулуба, кінцівок і т. п. Найбільш старий, але поширений прийом для встановлення співвідношення розмірів — метод індексів, який складається в тому, що один розмір (менший) визначається в процентних частках іншого (більшого) розміру. Найбільш поширеним методом характеристики пропорцій тіла є обчислення відношення довжини кінцівок і ширини плечей до загальної довжини тіла. За співвідношенням цих розмірів зазвичай виділяють три основних типи пропорцій тіла: 1) брахіморфний, який характеризується широким тулубом і короткими кінцівками, 2) доліхоморфний, що відрізняється зворотніми співвідношеннями (вузьким тулубом і довгими кінцівками) в З) мезоморфний, що займає проміжне положення між брахі- і доліхоморфними типами. Відмінності між цими типами зазвичай виражають за допомогою системи індексів; наприклад, у відсотках довжини тіла визначають ширину плечей, ширину тазу, довжину тулуба, довжину ніг. Ці індекси можуть бути використані як засоби безпосереднього вираження форми і для цієї мети цілком придатні.

### Пропорції тіла і вік людини
Вікові відмінності в пропорціях тіла загальновідомі: дитина відрізняється від дорослого відносно короткими ногами, довгим тулубом, великою головою (рис). Для характеристики вікових змін пропорцій тіла можна вражати розміри у дітей в частках величини цих розмірів у дорослих, прийнявши їх за одиницю. Далі наведені вікові зміни пропорцій тіла у хлопчиків (за Бунаком):

Вікові зміни пропорцій тіла. КМ — середня лінія. Цифри праворуч показують співвідношення частин тіла у дітей і дорослих, цифри внизу — вік

| Розміри        | Новонароджені | 1 рік | 4 роки | 7 років | 13 років | 17 років | 20 років |
| -------------- | ------------- | ----- | ------ | ------- | -------- | -------- | -------- |
| Довжина ноги   | 0,24          | 0,36  | 0,56   | 0,68    | 0,85     | 0,98     | 1,00     |
| Довжина руки   | 0,32          | 0,44  | 0,54   | 0,67    | 0,81     | 0,97     | 1,00     |
| Довжина тулуба | 0,36          | 0,46  | 0,6    | 0,68    | 0,82     | 0,92     | 1,00     |
| Ширина плечей  | 0,32          | 0,44  | 0,58   | 0,68    | 0,83     | 0,93     | 1,00     |
| Ширина тазу    | 0,28          | 0,44  | 0,6    | 0,68    | 0,83     | 0,93     | 1,00     |

### Пропорції тіла і статеві відмінності
Статеві відмінності частково пов'язані з різницею в довжині тіла чоловіків і жінок, але головним чином вони є специфічним проявом статевого диморфізму. Жінки відрізняються від чоловіків більшою шириною тазу і меншою шириною плечей (по відношенню до довжини тіла).
Довжина руки і довжина ноги у відсотках довжини тіла приблизно однакова для обох статей.
Якщо ж розглядати пропорції тіла у чоловіків, які не вирізняються в середньому по своєму зросту від жінок, то результати будуть іншими, а саме: такі чоловіки, в середньому, будуть неодмінно більш довгоногими (за індексом), ніж інші чоловіки. Ця довгоногість наслідок того, що кореляція довжини ніг і довжини корпусу невелика і тому серед відібраних чоловіків з малим корпусом будуть суб'єкти як з короткими, так і з довгими ногами. Дослідження показали, що жінки по відносній довжині ніг відрізняються як від чоловіків малого зросту, так і від чоловіків з малим корпусом. Жінка більш довгонога, ніж перші, і більш коротконога, ніж другі. Аналогічні результати виходять в разі приведення розмірів у жінок до довжини тіла і довжині корпусу чоловіків. При всіх розрахунках чоловіки мають відносно більш вузький таз і більш широкі плечі, ніж жінки.
| Розміри        | Довжина тіла | Довжина тіла | Довжина тіла | Довжина тіла | Довжина тулуба | Довжина тулуба | Довжина тулуба | Довжина тулуба |
| Розміри        | 165          | 165          | 153          | 153          | 77             | 77             | 71             | 71             |
| Розміри        | Ч            | Ж            | Ч            | Ж            | Ч              | Ж              | Ч              | Ж              |
| -------------- | ------------ | ------------ | ------------ | ------------ | -------------- | -------------- | -------------- | -------------- |
| Довжина тулуба | 77,0         | 75,1         | 72,7         | 71,3         | -              | -              | -              | -              |
| Ширина плечей  | 37,5         | 35,6         | 35,4         | 34,0         | 37,5           | 35,2           | 36,3           | 34             |
| Ширина тазу    | 28,0         | 29,5         | 26,2         | 27,4         | 28,0           | 28,6           | 26,8           | 27,4           |
| Довжина ноги   | 88,0         | 89,2         | 81,2         | 82,9         | 88,8           | 83,5           | 85,6           | 82,0           |
| Довжина руки   | 74,5         | 74,5         | 69,1         | 69,1         | 74,5           | 72,0           | 72,0           | 69,1           |

### Пропорції тіла і конституційний тип
Гармонійність пропорцій тіла є одним з критеріїв при оцінюванні стану здоров'я людини. При диспропорції в будові тіла можна припускати порушення ростових процесів і причинах, що їх зумовлюють (ендокринних, хромосомних та ін.). На підставі обчислення пропорцій тіла в анатомії виділяють три основних типи статури людини: мезоморфний, брахіморфний, доліхоморфний. До мезоморфного типу статури (нормостеніки) відносять людей, анатомічні особливості яких наближаються до усереднених параметрів норми (з урахуванням віку, статі і т. д.). У людей брахіморфного типу статури (гиперстеніки) переважають поперечні розміри, добре розвинена мускулатура, вони не дуже високого зросту. Серце розташоване поперечно завдяки високому розташуванню діафрагми. У брахіморфних легені коротші і широкі, петлі тонкої кишки розташовані переважно горизонтально. Люди доліхоморфного типу статури (астеніки) відрізняються переважанням поздовжніх розмірів, мають відносно довші кінцівки, слабо розвинені м'язи і тонкий прошарок підшкірного жиру, вузькі кістки. Діафрагма у них розташована нижче, тому легені довші, а серце розташоване майже вертикально. У табл. 3 наведені відносні розміри частин тіла у людей різних типів статури.
Таблиця 3. Пропорції тіла (за П. Н. Башкіровим):
| Тип статури                   | Розміри частин тіла щодо довжини тіла, % | Розміри частин тіла щодо довжини тіла, % | Розміри частин тіла щодо довжини тіла, % | Розміри частин тіла щодо довжини тіла, % | Розміри частин тіла щодо довжини тіла, % |
| Тип статури                   | Довжина                                  | Довжина                                  | Довжина                                  | Ширина                                   | Ширина                                   |
| Тип статури                   | тулуба                                   | ноги                                     | руки                                     | плечей                                   | таза                                     |
| Доліхоморфний (астенічний)    | 29,5                                     | 54,0                                     | 46,5                                     | 21,5                                     | 16,0                                     |
| Мезоморфний (нормостеничний)  | 31,0                                     | 52,0                                     | 44,5                                     | 23,0                                     | 16,5                                     |
| Брахіморфний (гиперстеничний) | 33,5                                     | 50,0                                     | 42,5                                     | 24,5                                     | 17,5                                     |

## Соматотипування

### Типологія людини Кречмера
Специфіка обмінних процесів і ендокринних реакцій становить сутність функціональної конституції. Конституція в широкому сенсі (включаючи генетичну, морфологічну і функціональну) представляє інтерес тому, що її вважають відповідальною за своєрідність реактивності організму. Вважається доведеною неоднакова сприйнятливість людей різних конституційних типів до дії зовнішніх і внутрішніх факторів. В даний час налічується більше ста класифікацій конституції людини, заснованих на різних ознаках. Тому існують конституціональні схеми, в основу яких покладені морфологічні, фізіологічні, ембріологічні, гістологічні, нервово-психічні та інші критерії. Спроби класифікувати людину за будовою тіла, особливостям поведінки, або схильності до тих чи інших захворювань сягає глибокої давнини. У IV столітті до н. е. давньогрецький лікар Гіппократ вперше зв'язав особливості статури людей з їх схильністю до певних захворювань. На основі емпіричних зіставлень він показав, що люди невисокого зросту, щільні, схильні до апоплексичного удару, люди ж високі і худі — до туберкульозу. Однак, ніякої класифікації, що розрізняє людей за типом будови тіла, Гіппократ не створив, так як його основний інтерес лежав в області вивчення людського темпераменту. Сучасна психологія досі користується типологією Гіппократа, розділяючи людей на холериків, сангвініків, флегматиків і меланхоліків. Уваги заслуговує типологія людини німецького психопатолога Е. Кречмера (1888—1964), який був переконаний, що люди з певним типом статури мають певні психічні особливості. Їм була розроблена наступна типологія статури:
- Астенічна — (від грец. — слабкий) відрізняється слабким зростанням «в товщину» при більшому зростанні «в довжину»; він худий, з тонкою блідою шкірою, вузькими плечима, довгою і плоскою грудною кліткою. Має крихку статуру, високий зріст; здається ще вище, ніж він є насправді[4]; у нього худі руки, довгі нижні кінцівки, видовжене обличчя, довгий тонкий ніс[5][6]. У яскраво виражених астеников спостерігається також невідповідність між подовженим носом і недорозвиненням нижньої щелепи[4]. Астенічні жінки нагадують астеніків-чоловіків, але вони можуть бути не тільки худорляві, але і малорослі. Яскраво виражені астеники передчасно старіють[4].
- Пікнічна — (від грец. — товстий, щільний) середнього або малого зросту, з багатою жировою тканиною, з тулубом який розплився, круглою головою на короткій шиї, з дрібним широким обличчям. Виявляє тенденцію до ожиріння.
- Атлетична — (від грец. — боротьба, сутичка) має добру мускулатуру, міцну статуру, середній зріст, широкі кістки, широкий плечовий пояс і вузькі стегна, опуклі лицьові кістки.

Крім названих типів, Е. Кречмер виділяв ще диспластичний тип, що характеризується безформною будовою і різними деформаціями статури.

### Екто-, мезо- і Ендоморфія

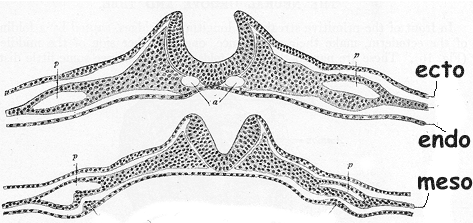
Стадії внутрішньоутробного розвитку людини. Формування трьох зародкових листків: ектодерми, мезодерми і ендодерми.

На заході розрізняють три основних типи статури: ектоморфний, мезоморфний і ендоморфний. Ці назви вони отримали від найменувань трьох зародкових листків: зовнішнього — ектодерми, з якого формується нервова система, покривні тканини (шкіра) і залози; мезодерми, з якого формуються кістково-м'язова та серцево-судинна система; внутрішнього — ендодерми, з якого формується травний тракт. Відомо, що до кінця третього тижня розвитку зародок людини має вигляд тришарової пластинки, або тришарового щитка. В області зовнішнього зародкового листка видна нервова трубка, а глибше — спинна струна, тобто з'являються осьові органи зародка людини. Тіло зародка з плоского щитка перетворюється в об'ємний, ектодерма покриває тіло зародка з усіх боків. З ектодерми надалі утворюються нервова система, епідерміс шкіри і її похідні, епітеліальна оболонка ротової порожнини, анального відділу прямої кишки, вагіни. Мезодерма дає початок внутрішнім органам (крім похідних ендодерми), серцево-судинній системі, органам опорно-рухового апарату (кісток, суглобів, м'язів), власне шкірі. Ендодерма, що опинилася всередині тіла зародка людини, згортається в трубку і утворює ембріональний зачаток майбутньої кишки. Вузький отвір, що з'єднує ембріональну кишку з жовтковим мішком, в подальшому перетворюється в пупкове кільце. З ендодерми формуються епітелій і усі залози травної системи, дихальні шляхи.

### Система соматотипування Шелдона

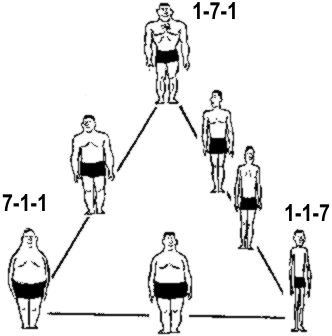
Система соматотипування Шелдона. Чистий ендоморф (7-1-1), чистий мезоморф (1-7-1), чистий ектоморф (1-1-7).

Наукові основи соматотипування розробив професор Гарвардського університету Вільям Шелдон (1898—1977). Слідуючи цій системі, всі люди за морфологічними ознаками поділяються на ендоморфів, мезоморфів та ектоморфів. Кількісна оцінка кожного з цих трьох компонентів визначається для кожного конкретного індивіда так, що «1» представляє абсолютний мінімум виразності даного компонента, а «7» — абсолютний максимум. З історичної точки зору соматотип — це характеристика статури за системою У. Шелдона, який в 1940 році першим припустив, що існують не дискретні типи статури, а безперервно розподілені «компоненти» статури, сукупність яких і характеризує статуру. Шелдон виділив три таких компонента — ендоморфний, мезоморфний і ектоморфний, кожен з яких оцінюється візуально кваліфікованим фахівцем за бальною системою (від 1 до 7 з рівномірними інтервалами між балами). Сукупність бальних оцінок за трьома компонентами — трійка чисел А-Б-В — і називається соматотипом людини. Для полегшення оцінки Шелдон у 1954 році видав атлас соматотипів; по його методиці не потрібно було проводити ніяких вимірів — досить було мати три фотографії людини в оголеному вигляді: спереду, збоку і ззаду плюс досвід візуальної оцінки. Компоненти соматотипу найнаочніше видно при описі крайніх проявів:
- Чистий ендоморф (Endo — Важкий, Morph — Форма) (7-1-1) характеризується кулястими формами, наскільки це взагалі можливо для людини. У такого індивідуума кругла голова, великий живіт, слабкі, мляві руки і ноги, з великою кількістю жиру на плечах і стегнах, але тонкі зап'ястя і щиколотки. Подібного людини з великою кількістю підшкірного жиру можна було б назвати просто товстим, якби всі профільні розміри його тіла (включаючи грудну клітку і таз) не превалювали над поперечними. При тривалому голодуванні він стає, по вислову Шелдона, просто зголоднілим ендоморфом, але не наближається за балами ні до ектоморфу, ні до мезоморфу. Цією конституції значною мірою супроводжує надмірне жировідкладення.

- Чистий мезоморф (Meso — Середній, Morph — Форма) (1-7-1) — це класичний Геркулес з переважанням кісток і м'язів. У нього масивна кубічна голова, широкі плечі і грудна клітка, мускулисті руки та ноги. Кількість підшкірного жиру мінімально, профільні розміри невеликі.
- Чистий ектоморф (Ecto — Легкий, Morph — Форма) (1-1-7) — це довготелесий чоловік. У нього худе, видовжене обличчя, зрушене назад підборіддя, високе чоло, вузька грудна клітка і живіт, вузьке серце, тонкі й довгі руки і ноги. Підшкірний жировий шар майже відсутній, мускулатура не розвинена. Ектоморфу абсолютно не загрожує ожиріння.

Більшість людей не відноситься до крайніх варіантів статури (ендоморф, мезоморф, ектоморф), в їх будові статури в тій чи іншій мірі виражені всі три компоненти, і найбільш звичайними соматотипами будуть 3-4-4, 4-3-3, 3-5-2. Крім того, окремі частини тіла однієї людини можуть виразно ставитися до різних соматотипів — така невідповідність носить назву дисплазії, однак її облік залишився слабким місцем системи Шелдона.

Малюнки з атласу Шелдона. Чистий ендоморф (7-1-1), чистий мезоморф (1-7-1), чистий ектоморф (1-1-7).

Шелдон розглядав соматотип людини як незмінний протягом життя — змінюються зовнішній вигляд і розміри тіла, але не соматотип. Наприклад, різні хвороби, неправильне харчування або гіпертрофія м'язів, пов'язана з посиленим фізичним навантаженням, змінюють тільки обриси тіла, але не соматотип.
Великий інтерес представляють дослідження Шелдона і його учнів, які були присвячені вивченню зміни ваги тіла (зросто-вагового індексу) людини протягом його життя, залежно від соматотипу. Було проведено величезну кількість антропологічних вимірювань протягом десятків років, а отримані результати були зведені в таблиці. На підставі цих таблиць можливий прогноз ваги індивідуума чоловічої або жіночої статі в різні життєві періоди залежно від його зросту і соматотипу.

### Прогнозування фізичного розвитку
Наприклад, при дослідженні групи студентів, що займаються спортом, приблизно одного віку (від 18 до 21 року) чоловічої статі, визначено їх росто-вагові і соматотипові дані.

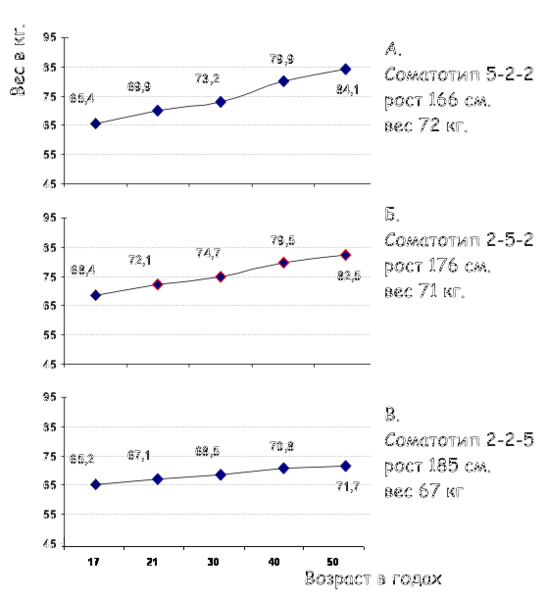
Прогнозування максимального ваги в залежності від соматотипу (по Шелдону). Пояснення в тексті.

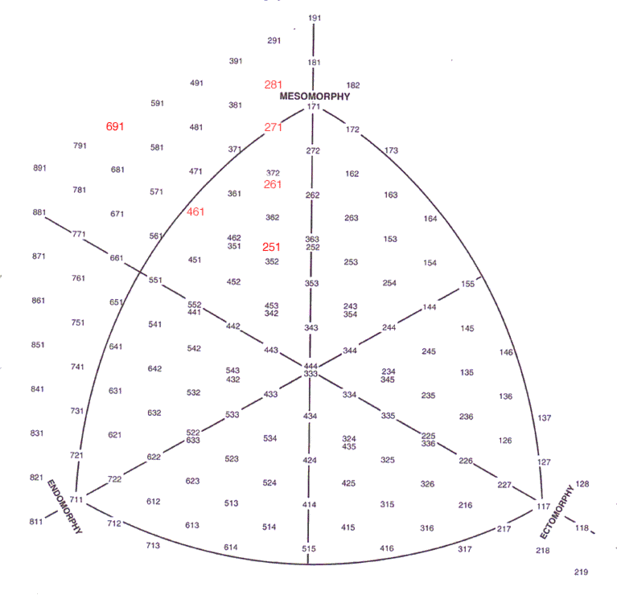
Соматичний зріз Хіт — Картера. Пояснення в тексті.

Студент А. Має соматотип 5-2-2 і вага у 72 кг. Зріст 166 см. Це переважно ендоморф. Якщо ми, на підставі даних таблиць Шелдона, побудуємо графік залежності гіпотетичної ваги тіла для цього соматотипу в різні періоди його життя, то побачимо, що його реальна вагу перевищує розрахункову і буде ймовірно збільшуватися з віком до 84 кг до 60 років. Студент Б. — переважно мезоморф і його прогнозована вага ймовірно становитиме в старшій віковій групі 83 кг. Інша річ, студент В., при зрості 185 см він важить 67 кг. Це нормальна вага для його конституційного типу і ми бачимо, що з віком його вага мало змінюється. Таким чином, при визначенні соматотипу, необхідно враховувати вік, наявність або відсутність патологічних процесів і ступінь фізичного навантаження, тобто необхідно мати певний досвід, що дозволяє побачити «худого ендоморфа» або «товстого мезоморфа». У практиці соматотипування вважається, що для остаточної оцінки слід приймати той соматотип, який складається до 20-25 років при нормальному харчуванні. Концепція незмінних соматотипів Шелдона була зручна як для теоретичної антропометрії, так і для дослідження природних типів статури. Однак бурхливий розвиток культуризму в 60-і роки призвело до появи таких м'язово-розвинених тіл, параметри яких не лізли ні в які рамки. Розроблена в культуризмі система тренувань і поява спеціальних продуктів харчування (білки, енергетики, вільні амінокислоти) фактично дозволили змінювати соматотип і підтримувати його в зміненому вигляді як завгодно довго.

### Соматичний зріз Хіт-Картера
У 1968 році американські фізіологи Б. Хіт і Л. Картер допрацювали систему Шелдона, виключивши верхню межу для оціночних балів, уявивши формули для чисельного, а не візуального визначення компонентів соматотипу і формули для розрахунку XY координат результуючої точки на площині з трьома осями. Таким чином, розрахунок компонентів соматотипу за правильно проведеним вимірам дозволив отримувати цілком об'єктивну і адекватно мінливу оцінку статури у вигляді однієї-єдиної наочної точки на площині. Англійськими антропологами широко застосовується схема Парнелл (Parnell, 1958), заснована на використанні таблиці, що приводиться в роботі Б. Хіта. У ній враховуються три сукупності вимірювальних ознак для представників різних вікових груп: росто-вагові співвідношення, кісткові діаметри і об'ємні розміри, а також шкірні жирові складки. Результуючою є бальна оцінка соматотипу. Незважаючи на те, що Парнелл розкритикував аналогічну схему, головним чином, за некоректність методики фотографування і суб'єктивізм в оцінці розвитку компонентів складу тіла і балів соматотипу, в основі цього методу лежить, звичайно, підхід Шелдона. Зокрема, зберігається довільна семибальна шкала, інтервали розподілу шкали жирового компонента наводяться відповідно до середніх значень за Шелдоном. Графічно соматичний зріз виражається точкою на площині з трьома координатними осями, розташованими під кутом 120° один до одного.
Осі — Ендоморфія («жир» — вліво-вниз), мезоморфія («м'язи» — вгору) і ектоморфія («кістки» — вправо-вниз). Наприклад, більш підтягнуті, стрункі люди «розташовуються» на площині соматичного зрізу в ділянці нуля дещо правіше від початку координат, модельки, — ще правіше; культуристи розташовуються вздовж осі мезоморфа у верхній частині площині зі значенням Y більше десяти, а надмірна вага відсуває точку вліво від нуля. При зміні м'язової маси і кількості жиру в організмі соматичний зріз буде змінюватися, і, порівняно з точками попередніх замірів ви зможете спостерігати зсув поточної точки, що показує напрямок змін, що відбуваються у вашому тілі. Перевагою схеми Хіт-Картера є те, що вона рекомендована авторами для людей обох статей, всіх національностей і рас у віці від 2 до 70 років.

### Сучасні методики соматотипування
На сьогоднішній день існують численні модифікації соматотипування, наприклад В. П. Чтецова або М. В. Черноруцкого, які традиційно застосовуються у медичній практиці для позначення конституційних типів.
При цій схемі виділяють наступні три типи:
1. Нормостенічний тип, що характеризується пропорційними розмірами тіла і гармонійним розвитком кістково-м'язової системи;
2. Астенічний тип, який відрізняється струнким тілом, слабким розвитком м'язової системи, переважанням (в порівнянні з нормостенічним) поздовжніх розмірів тіла і розмірів грудної клітини над розмірами живота; довжини кінцівок — над довжиною тулуба;
3. Гіперстенічний тип, відрізняється від нормостенічного доброю вгодованістю, довгим тулубом і короткими кінцівками, відносним переважанням поперечних розмірів тіла, розмірів живота над розмірами грудної клітки.

Виділяють три основні типи статури (або соматотипи):
- мезоморфний,
- брахіморфний,
- доліхоморфний.